# Ilda Figueiredo

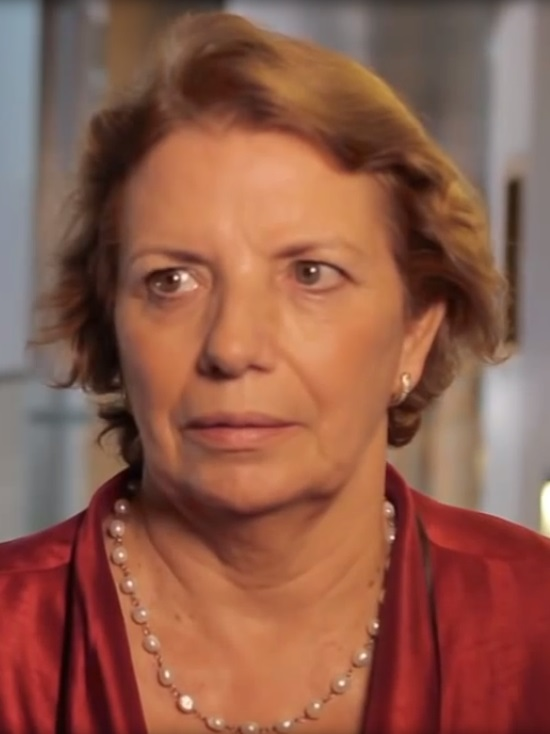
Ilda Figueiredo in 2011

Maria Ilda da Costa Figueiredo (Troviscal, 30 oktober 1948) is een Portugees econome en politica. Van 1979 tot 1991 zat ze in het Parlement van Portugal voor de Communistische Partij. In 1999 is ze gekozen in het Europees Parlement voor de Unitaire Democratische Coalitie die deel uitmaakt van de fractie GUE/NGL. In 2004 en 2009 werd ze voor deze functie herkozen als lijsttrekker binnen de Communistische Partij.

## Biografie
Figueiredo is geboren in Troviscal en verhuisde in haar jeugd naar Chaves en daarna naar Vila Nova de Gaia. Zij werkte eerst als docente in het basisonderwijs en later in het middelbare en het volwassenenonderwijs. Ondertussen studeerde ze Economie aan de Universiteit van Porto. Daarna behaalde ze een master in Onderwijsmanagement aan de Universidade Portucalense Infante D. Henrique in Porto.
Ze was lid van de jeugdafdeling van de Katholieke Arbeidersbeweging in Aveiro. Na de Anjerrevolutie sloot ze zich aan bij de Communistische Partij. Ook was ze actief in de vakbond van textielarbeiders. Voor de Communistische Partij zat ze 12 jaar in het parlement. Tegelijkertijd was ze gemeenteraadslid, eerst in Vila Nova de Gaia, later in Porto.
Binnen het Europees Parlement was ze ondervoorzitter van de commissie werkgelegenheid en sociale zaken en van de delegatie voor betrekkingen met Midden-Amerika. Verder was ze lid van de commissies rechten van de vrouw en gendergelijkheid en van de delegaties voor betrekkingen met de landen in de Mashreq en de Golfstaten, met Mercosur en in de Euro-Latijns-Amerikaanse Parlementaire Vergadering.
In 2012 werden haar werkzaamheden in het Europees Parlement overgenomen door Inês Zuber.

## Werken
- Antologia Filosófica. A reflexão filosófica do mito à razão dialéctica da acção e do conhecimento (met Luísa Costa Gomes)
- Educar para a Cidadania
- No Mar Não Há Árvores

- International Standard Name Identifier: 0000 0000 7043 4809
- Library of Congress Control Number: nb2011030959
- Virtual International Authority File: 99980011
- WorldCat: E39PBJrKVKFPcMvyM87G8q7PwC